# Mykoła Wasyłenko
Mykoła Prokopowycz Wasyłenko, ukr. Микола Прокопович Василенко (ur. 2 lutego?/14 lutego 1866 w Esmaniu, zm. 3 października 1935 w Kijowie) – ukraiński działacz społeczny i polityczny, historyk, członek TUP, minister oświaty, a następnie ukraiński premier za Hetmanatu od 30 kwietnia do 10 maja 1918.

## Życiorys
Ukończył szkołę w Głuchowie, gimnazjum w Połtawie, następnie wydział historyczno-filozoficzny uniwersytetu w Dorpacie. 
Po rewolucji lutowej i obalenie caratu 1917 był kuratorem okręgu szkolnego, członkiem Ukraińskiej Centralnej Rady. Od 30 kwietnia do 10 maja 1918 pełnił obowiązki premiera Hetmanatu, pomiędzy 3 a 20 maja 1918 był ministrem spraw zagranicznych a następnie (maj–październik 1918) ministrem oświaty w rządzie Fedora Łyzohuba. Na zajmowanym stanowisku prowadził politykę ukrainizacji szkolnictwa średniego i wyższego na Ukrainie. Był jednym z inicjatorów powołania Ukraińskiego Uniwersytetu Państwowego w Kamieńcu Podolskim i przekształcenia Uniwersytetu Kijowskiego w Ukraiński Uniwersytet Państwowy. W 1920 był współtwórcą WUAN, w latach 1921–1922 był jej przewodniczącym.
W 1924 skazany na 10 lat więzienia w sprawie sfabrykowanej przez OGPU, wskutek nacisków środowiska naukowego zwolniony pod koniec tego samego roku. W 1929 usunięty ze stanowiska we Wszechukraińskiej Akademii Nauk.
Jego żoną była Natalija Połonśka-Wasyłenko.